# 隆格恩湖
46°48′9″N 8°9′48″E / 46.80250°N 8.16333°E

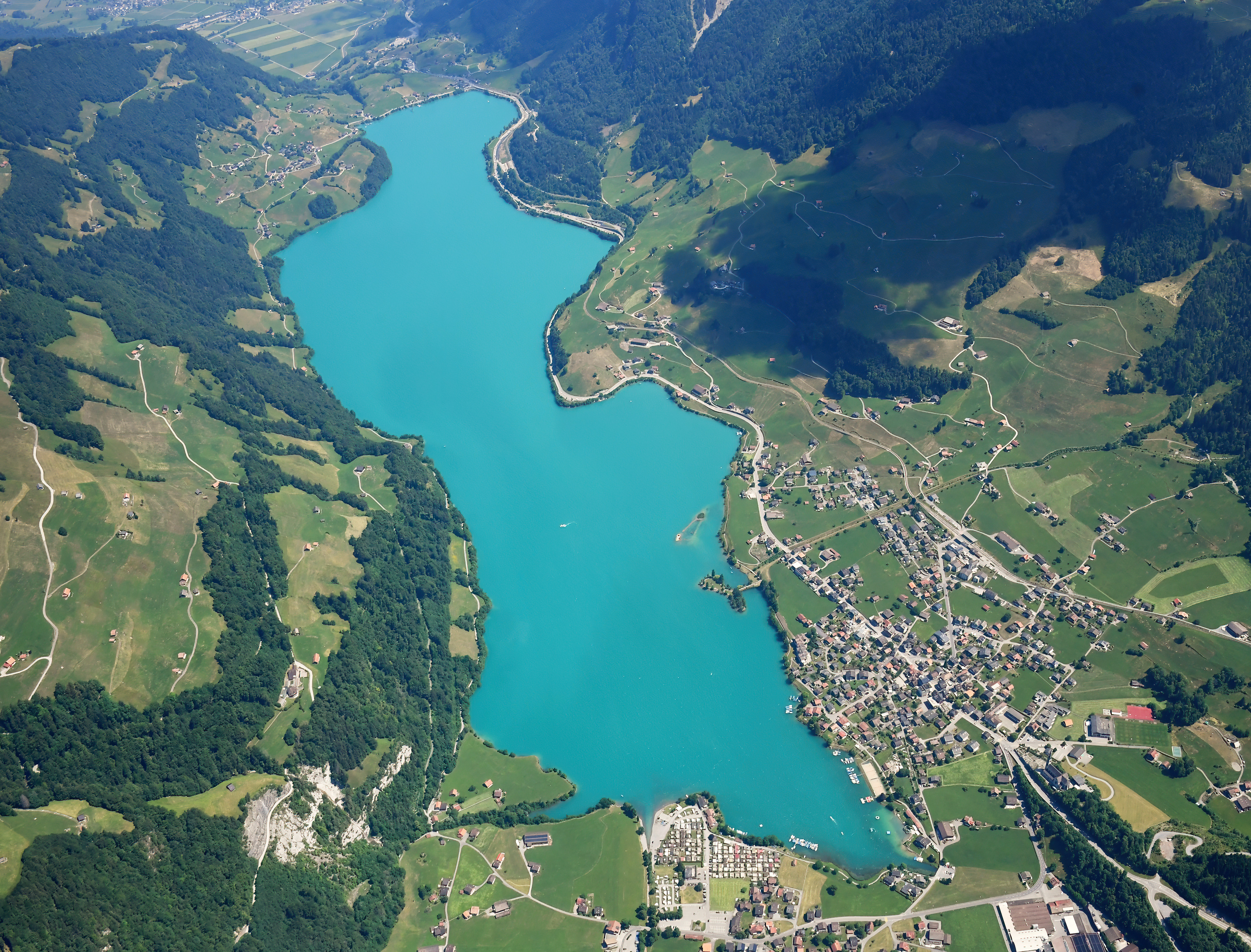

隆格恩湖（德语：Lungerersee，亦作Lungernsee，罕作Lungerensee）是瑞士的湖泊，位於該國中部上瓦尔登州的隆格恩，長2公里、寬0.8公里，面積2.01平方公里，集水區面積113平方公里，海拔高度688米，平均水深33米，最大水深68米，蓄水量0.35立方公里。萨尔嫩阿河从该湖流出，经萨尔嫩湖流向琉森湖。